# SARS-CoV-2
Il coronavirus 2 da sindrome respiratoria acuta grave, abbreviato in SARS-CoV-2 (acronimo dall'inglese Severe Acute Respiratory Syndrome COronaVirus 2), in precedenza nominato nuovo coronavirus del 2019 (2019-nCoV), è un ceppo virale della specie Betacoronavirus pandemicum facente parte del genere Betacoronavirus (famiglia Coronaviridae), sottogenere Sarbecovirus, scoperto intorno alla fine del 2019; si tratta del settimo coronavirus riconosciuto in grado di infettare esseri umani.
Il nome ufficiale dato dall'Organizzazione mondiale della sanità alla sindrome causata dal virus è COVID-19 (abbreviazione dell'inglese COronaVIrus Disease-2019). Il nome viene impropriamente e ormai largamente usato come sinonimo del virus stesso, sebbene si riferisca alla patologia da esso causata.
Il virus è stato sequenziato genomicamente dopo un test di acido nucleico effettuato su un campione prelevato da un paziente colpito da una polmonite, di cui non si conosceva la causa, all'inizio della pandemia del 2019-2023 a Wuhan.

## Caratteristiche biologiche

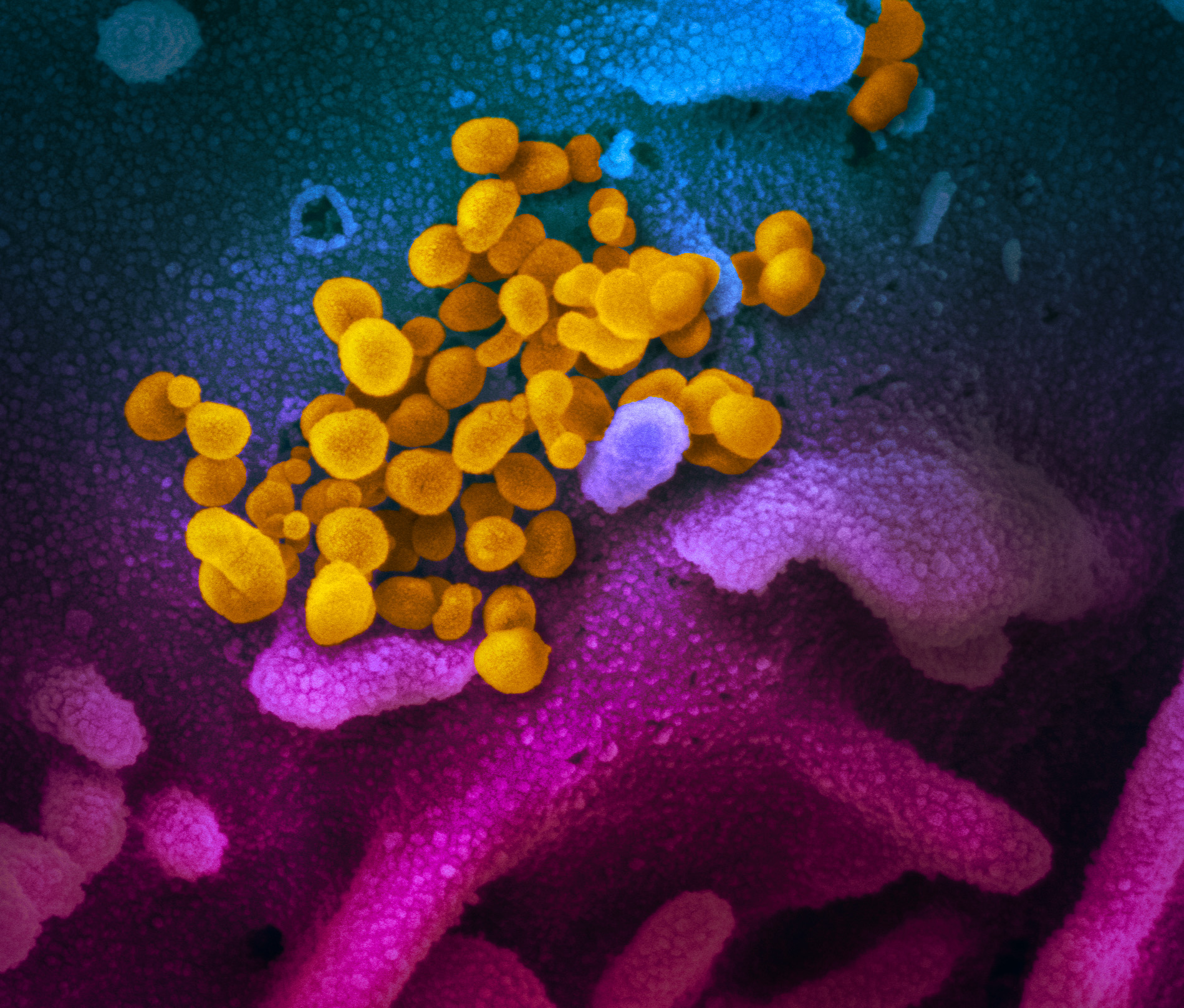
Virioni di SARS-CoV-2 (in giallo) che emergono dalla superficie di cellule infettate (blu/rosa) coltivate in laboratorio

Il coronavirus SARS-CoV-2 è un ceppo virale appartenente al sottogenere Sarbecovirus, della sottofamiglia dei coronavirus (Orthocoronavirinae), responsabili di patologie che vanno dal raffreddore comune a malattie più gravi come la sindrome respiratoria mediorientale (MERS) e la sindrome respiratoria acuta grave (SARS). I coronavirus sono una vasta famiglia di virus, ma solo sei (229E, NL63, OC43, HKU1, MERS-CoV, SARS-CoV) erano precedentemente noti per la capacità di infettare gli esseri umani; quindi il SARS-CoV-2 è il settimo.
La sostanziale differenza dai precedenti è il periodo di incubazione, che va da 2 a 14 giorni durante i quali non provoca alcun sintomo. Il 26 gennaio 2020, Ma Xiaowei (ministro in carica per la Commissione Nazionale di Sanità cinese) ha dichiarato che "il nuovo coronavirus è contagioso, seppur limitatamente, anche nel suo periodo di incubazione, che dura fino a 14 giorni". L'Organizzazione Mondiale della Sanità (OMS) ritiene che il numero di riproduzione di base  che rappresenta la potenziale trasmissibilità del virus da persona a persona sia tra 1,4 e 3,8. Questo valore indica il numero di altre persone a cui un paziente appena infetto può trasmettere la malattia, qualificando dunque il nuovo SARS-CoV-2 come infettivo quanto il SARS-CoV del 2002. Durante una conferenza di aggiornamento del 29 gennaio 2020, l’Organizzazione Mondiale della Sanità fa sapere che il metodo di trasmissione non è solo diretto, ma anche indiretto per contatto.
Il genoma del SARS-CoV-2 è formato da 29.881 nucleotidi di cui l'89% identici a quelli del SARS-like-CoVZXC21 (diffuso nei pipistrelli) e l'82% identici a quelli del SARS-CoV; tuttavia solo il 40% degli aminoacidi coincide con quelli dei coronavirus legati alla SARS. Recentemente, inoltre, un lavoro pubblicato sulla rivista Nature ha identificato delle specie di pipistrelli residenti nelle caverne del Laos settentrionale con un'identità di sequenza genomica superiore al 96% ed elevata similarità strutturale delle proprie proteine vitali ai fini della capacità replicativa ed infettiva, indicandoli come i virus animali più prossimi al SARS-CoV-2.
Non è stato chiarito come il virus avrebbe potuto trasferirsi da ospiti a sangue freddo a ospiti a sangue caldo. Un evento di ricombinazione omologa può aver mescolato un virus del sottogenere A (Embecovirus, virus simili a SARS Bat CoVZC45 e CoVZXC21) con la proteina legante del recettore di un Beta-CoV ancora sconosciuto.

### Genoma virale

Organizzazione del genoma del SARS-CoV-2

Il 22 gennaio 2020, il Journal of Medical Virology ha pubblicato un rapporto con analisi genomica indicante che i serpenti nell'area di Wuhan sono "tra gli animali selvatici, il più probabile serbatoio" per il virus, ma sono necessarie ulteriori ricerche.
Infatti, le sequenze del betacoronavirus di Wuhan mostrano somiglianze con i betacoronavirus trovati nei pipistrelli; tuttavia, il virus è geneticamente distinto da altri coronavirus come quello correlato alla sindrome respiratoria acuta grave (SARS) e il coronavirus correlato alla sindrome respiratoria mediorientale da Coronavirus (MERS).
Il SARS-CoV-2 è strettamente correlato al SARS-CoV-1 (identico dal 75% all'80%). Gli istituti di ricerca e per il controllo delle malattie cinesi hanno isolato cinque genomi del nuovo coronavirus, tra cui BetaCoV/Wuhan/IVDC-HB-01/2019, BetaCoV/Wuhan/IVDC-HB-04/2020, BetaCoV/Wuhan/IVDC-HB-05/2019, BetaCoV/Wuhan/WIV04/2019 e BetaCoV/Wuhan/IPBCAMS-WH-01/2019. Il suo genoma è costituito da una singola elica di RNA di circa 30 kb (30 000 basi).

### Struttura

Struttura del virione

Ogni virione SARS-CoV-2 ha un diametro di circa 50-200 nanometri.

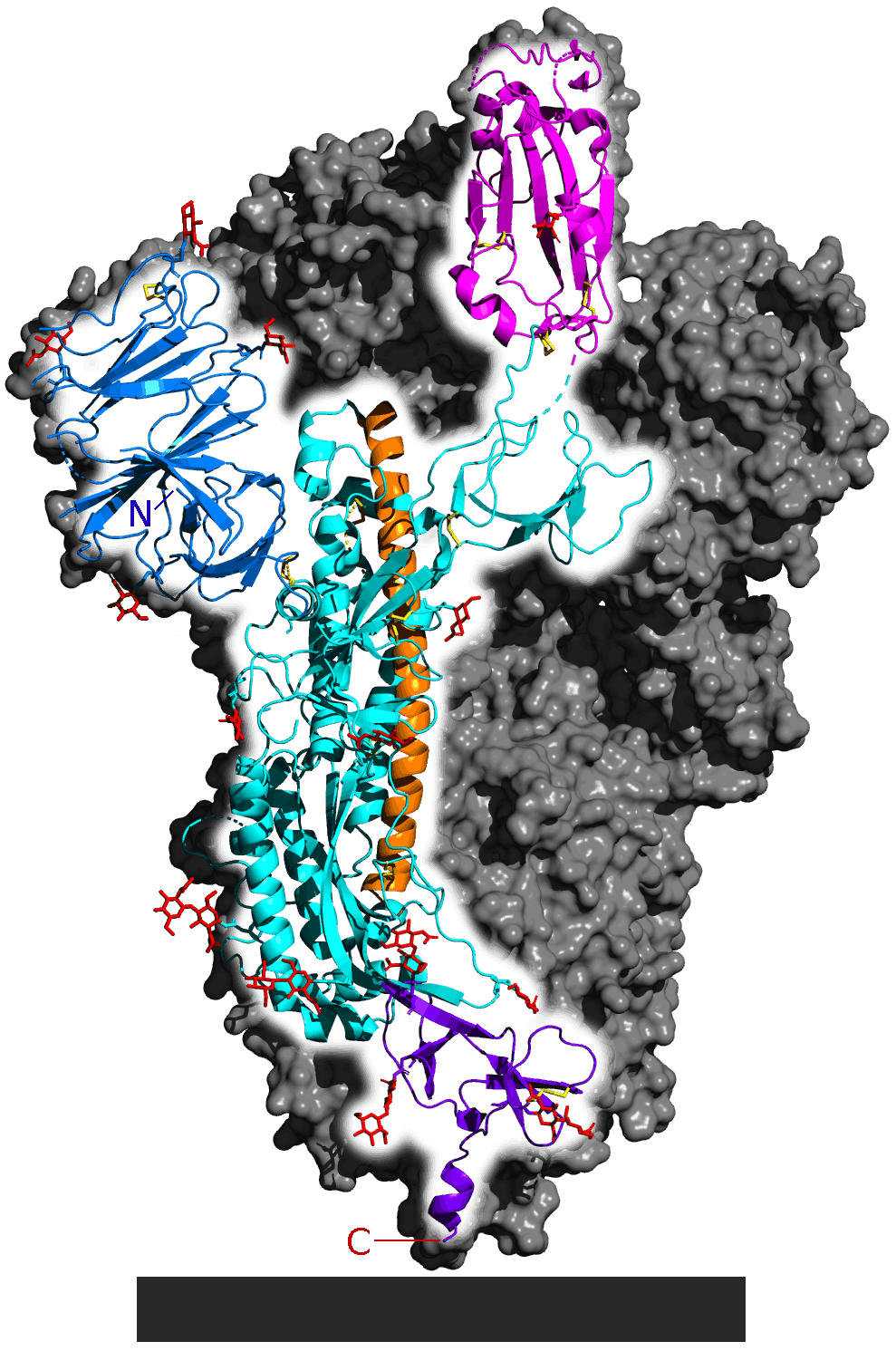
La proteina S del SARS-CoV-2 con evidenziata una subunità proteica. Il dominio di legame per l'ACE2 è in magenta

Come altri coronavirus, SARS-CoV-2 presenta quattro proteine strutturali, note come: proteina S (spike o spinula), E (involucro), M (membrana) e N (nucleocapside); la proteina N contiene il genoma dell'RNA mentre le proteine S, E e M creano insieme il capside virale. La proteina spike, che è stata analizzata a livello atomico mediante microscopia crioelettronica, è quella che permette al virus di attaccarsi alla membrana di una cellula ospite.
Gli esperimenti di modellizzazione delle proteine sulla proteina S del virus hanno suggerito che SARS-CoV-2 ha affinità con i recettori dell'enzima 2 di conversione dell'angiotensina (ACE2) delle cellule umane per usarle come "porta" di entrata nella cellula.
Al 22 gennaio 2020, un gruppo cinese che lavorava con il genoma virale completo e un gruppo statunitense che utilizzava metodi di genetica inversa, hanno dimostrato indipendentemente che ACE2 era in grado di agire da recettore per SARS-CoV-2. Gli studi hanno dimostrato che il SARS-CoV-2 ha un'affinità più elevata con ACE2 umano rispetto al SARS-CoV.

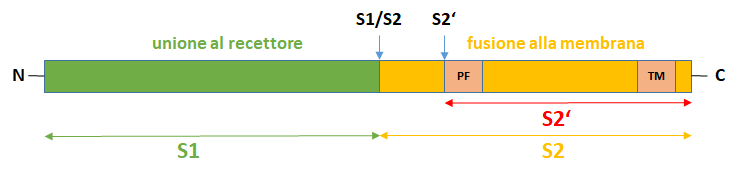
Rappresentazione schematica della proteina S con la descrizione delle subunità S1, S2 e S2'.
S1/S2, S2': siti di taglio
PF: peptide di fusione
TM: dominio transmembrana
N-, C-: N-terminale e C-terminale

La proteina S è suddivisa in due subunità S1 e S2, la subunità S1 contiene il dominio di unione al recettore (DUR) ed è responsabile dell'attacco iniziale del virus alla cellula, tramite unione S1-recettore cellulare, mentre la subunità S2 è responsabile della fusione nella membrana cellulare per l'inserimento del RNA virale all'interno. Nei virus maturi la proteina S è presente come un trimero a forma di fungo con un DUR localizzato su ognuna delle tre subunità S1 che fanno da testa poggiando su uno stelo molto flessibile composto dalle subunità S2. Le proteine S appaiono distribuite aleatoriamente sulla superficie virale. I DUR cambiano continuamente tra posizione alzata e sdraiata. A differenza della proteina S del SARS-CoV in cui i DUR sono preferibilmente in posizione alzata, la proteina S del SARS-CoV-2 mantiene prevalentemente i DUR in posizione sdraiata. Questo spiega il fatto che nonostante il DUR del SARS-CoV-2 mostri maggiore affinità per l'ACE, la sua minore accessibilità fa risultare una affinità d'unione SARS-CoV-2-ACE comparabile o minore dell'affinità SARS-CoV-ACE. Ma questa caratteristica di avere un DUR più nascosto rende più facile l'evasione dall'immunosorveglianza dell'organismo ospite.
Come le proteine di fusione di molti altri virus, la proteina S è attivata da proteasi cellulari presenti sulla superficie delle cellule umane. L'attivazione di tale proteina del SARS-CoV-2 è un processo che richiede il taglio proteolitico in due distinti punti, S1/S2 e S2', che separa le due subunità S1 e S2 che però rimangono unite non covalentemente. I tagli sono dovuti a due proteine presenti sulla membrana della cellula ospite, al punto S1/S2 tramite la furina, una proteina transmembrana che normalmente catalizza il rilascio di proteine mature a partire da precursori, e al punto S2' tramite la serina proteasi 2 transmembranica (TMPRSS2), il cui ruolo fisiologico è tuttora ignoto. Il taglio al sito S2' appena sopra il peptite idrofilo di fusione sembra sia responsabile dell'inizio del attività di fusione membranica. In seguito al taglio si ha lo sbloccaggio del peptide di fusione (PF) che a questo punto si protende per fondersi alla membrana cellulare.
Una variante della proteina S originale di Wuhan, nota come D614G già individuata nei primi mesi del 2020 ha iniziato a prendere piede in Europa per poi diffondersi successivamente in Nord America, Oceania e Asia per diventare progressivamente a partire da marzo la più diffusa al mondo. Tale mutazione derivata da una mutazione missenso nel gene codificante la proteina S, risultante nel cambio di un amminoacido aspartato a una glicina nella posizione 614. Nonostante la variante D614G presenti una morfologia e capacità neutralizzante simile alla variante di Wuhan, la prevalsa sul ceppo iniziale è stata spiegata in esperimenti in vitro en in vivo con un'aumentata affinità per l'ACE2 della cellula ricevente, aumentata replicazionne e trasmissione. La variante D614G oltre al cambio nella posizione 614 è accompagnata nella maggior parte dei casi da altre 3 mutazioni ed è stata considerata dall'agosto 2020 la forma mondiale dominante.
A causa della rilevanza della proteina S nell'attacco alle cellule ospiti per la proliferazione del virus, una pressione selettiva continua causata da persone immunizzare naturalmente o tramite vaccinazione ha portato a far prevalere la diffusione di varianti virali con modifiche nella sequenza di questa proteina. Questo ha portato a riscontrare varianti virali del SARS-CoV-2 con capacità di maggiore infettività e/o migliore evasione ai sistemi immuni tra cui le prime scoperte furono originariamente in Inghilterra (B.1.1.7), Sudafrica (B.1.351), Brasile (P.1) e India (B.1.617). Le altre proteine del virus non subendo una pressione selettiva elevata non hanno subìto variazioni rilevanti nel tempo e sono anche tra le più conservate tra i vari coronavirus umani preesistenti.

### Persistenza del virus
Diverse ricerche cercano di stabilire la persistenza del SARS-CoV-2 su vari tipi di superfici e ambienti anche in relazione alle condizioni variabili di temperatura, umidità, ecc.

#### Aria
Ricerche indicano che il virus può rimanere infettivo negli aerosol per ore mentre sulle superfici fino a giorni. Infatti, la COVID-19 è trasmessa dagli aerosol, in cui occorrono circa 66 minuti affinché si dimezzi il numero delle particelle di virus vitali. Il 25% mantiene ancora la virulenza dopo poco più di un'ora e il 12,5% della carica virale persiste dopo circa tre ore.

#### Metalli e altri materiali
Sull'acciaio inossidabile, per dimezzare la carica virale sono necessarie 5 ore e 38 minuti. Sulla plastica, invece, l'emivita è di 6 ore e 49 minuti; sul cartone l'emivita è di circa tre ore e mezzo. La carica virale sul rame si dimezza più velocemente che altrove, dove la metà del virus viene inattivato entro 45 minuti.

#### Acqua
I sistemi di sanificazione delle acque potabili dovrebbero garantire di rimuovere o inattivare il virus, così come quelli delle piscine e delle vasche di idromassaggio.
Al 23 marzo 2020 si ritiene che il rischio di trasmissione della COVID-19 attraverso i sistemi fognari sia basso; pur non potendolo escludere del tutto a oggi non ci sono prove che ciò si sia verificato. Nell'epidemia di SARS del 2003, è stata documentata la trasmissione associata agli aerosol delle acque reflue; per cui va monitorata l'efficienza dei sistemi di clorazione delle acque reflue. Una ricerca indica come la ricerca con Wastewater-Based Epidemiology (WBE) individua efficacemente i casi positivi di SARS-CoV-2 stimati dai titoli virali delle acque reflue è di ordini di grandezza maggiore del numero di casi confermati clinicamente; questo facilita le autorità a comprendere meglio la progressione il tasso di mortalità e la progressione della malattia.

## Varianti genomiche e sierotipi

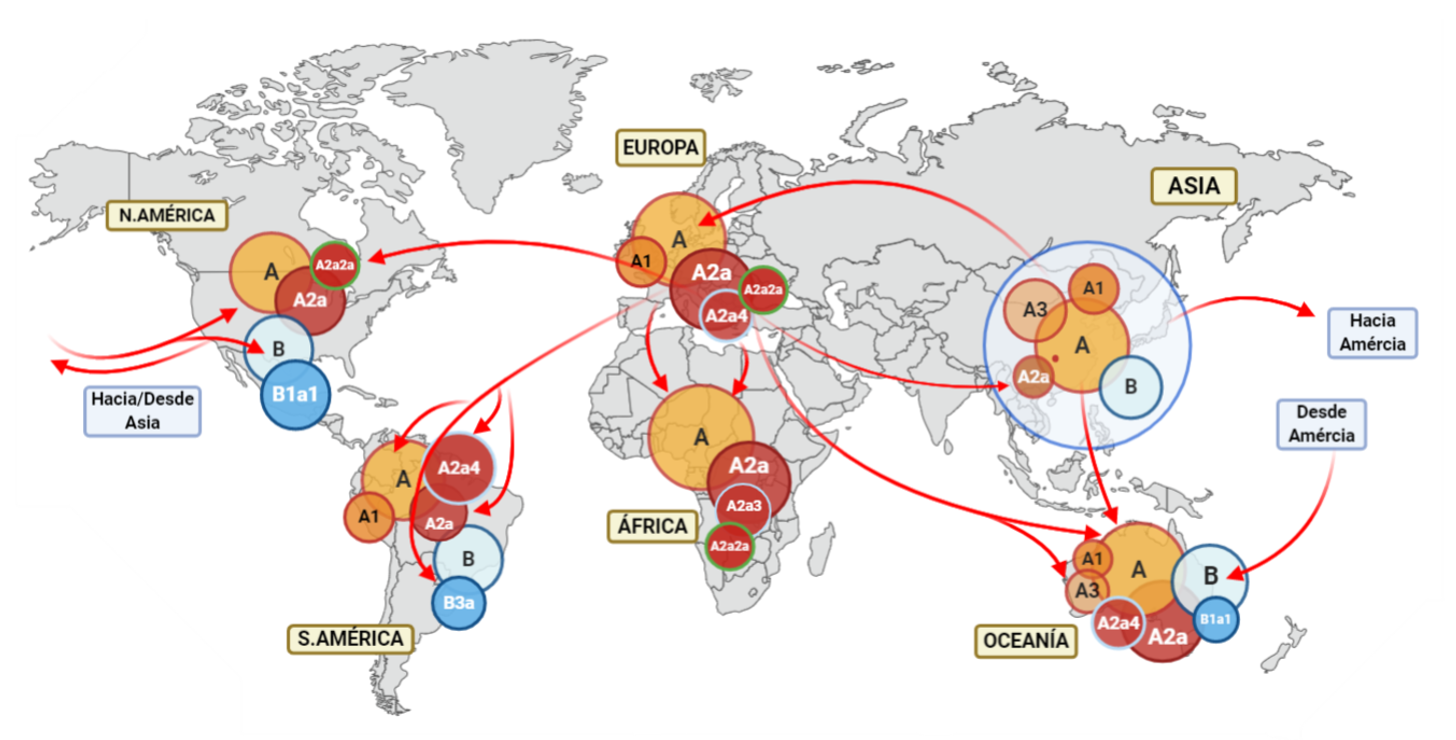
Immagine della distribuzione degli aplogruppi SARS-CoV-2 nel mondo (2020).

Il virus che causa il COVID-19, ha molte varianti, alcune di queste sono ritenute di particolare importanza a causa della loro maggiore potenziale trasmissibilità, dell'aumento della virulenza e della ridotta efficacia, verso di esse, dei vaccini.
La sequenza WIV04/2019, appartenente al clade GISAID S / PANGO A lineage / Nextstrain 19B, riflette maggiormente la sequenza del virus originale nota come "sequenza zero", essa è ampiamente utilizzata come sequenza di riferimento.
A tutto aprile 2021 non è stata stabilita una nomenclatura coerente per il SARS-CoV-2.
Comunemente, anche da parte dei governi e dagli organi di stampa, le varianti sono spesso nominate in funzione del paese in cui sono state identificate per la prima volta, ma a partire dal gennaio 2021, l'Organizzazione mondiale della sanità (OMS) sta lavorando ad una "nomenclatura standard per le varianti del SARS-CoV-2 che non fa riferimento al luogo di origine o primo isolamento".
Il virus continuerà a mutare con sempre nuove varianti, ciò perché la sua circolazione è molto alta e quindi subirà la pressione selettiva operata dal sistema immunitario, favorendo la diffusione delle varianti che non vengono bloccate. I vaccini possono garantire una efficace protezione nelle popolazioni a condizione che vengano somministrati ad un ampio numero di soggetti di una popolazione e a condizione che non si sviluppino ceppi mutati (varianti) che abbiano la capacità di sfruttare la fuga immunitaria. Per questo motivo è importante insieme alla vaccinazione, ampliare il più possibile le indagini rivolte al sequenziamento genomico del virus circolante.
Dall'iniziale esordio, nel novembre-dicembre 2019, dell'epidemia di SARS-CoV-2 a Wuhan in Cina, sono state individuate migliaia di varianti genomiche del virus, ciò anche per l'elevato tasso di sostituzione nucleotidica dei virus, che in questo caso è pari a 8 × 10−4. L'analisi genomica effettuata in Europa, e in particolare in Italia, mostra la presenza di diversi ceppi mutati del virus, con un tasso di mutazioni pari ad una ogni due settimane in media.

### Sierotipi
Ad agosto 2020 si ritiene che SARS-CoV-2 abbia almeno sei ceppi principali: L, S, V, G, GR e GH.

## Storia ed epidemiologia

### Origine del virus

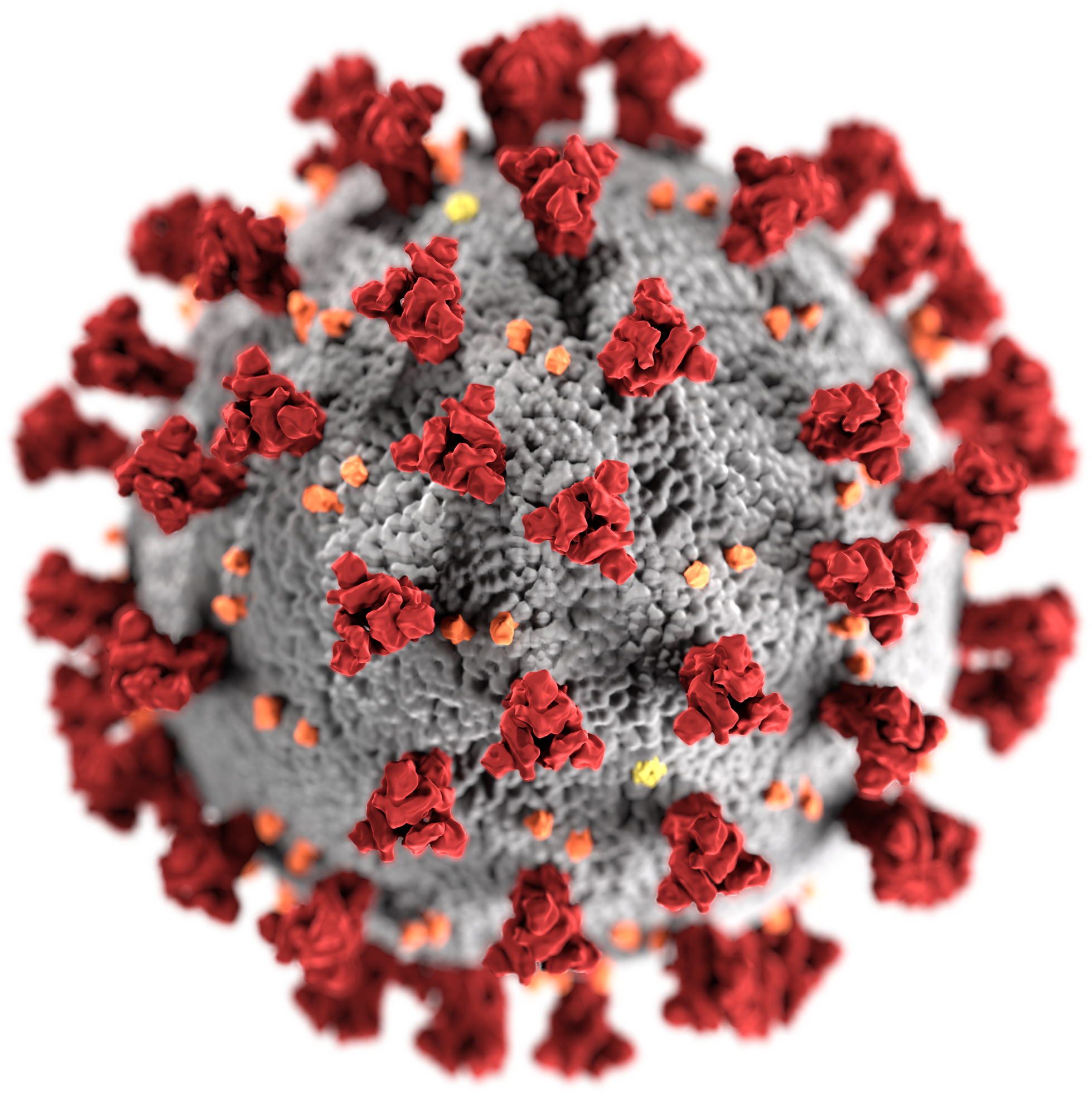
Illustrazione del coronavirus 2019-nCoV

L’esatta origine del nuovo coronavirus è sconosciuta e nessuna ipotesi è stata scartata.
Diverse ipotesi formulate nei primi studi propendevano per un'eziopatogenesi a probabile carattere zoonotico (come la SARS e la MERS). Più scienziati ritenevano che la malattia potesse aver avuto origine dal Bungarus multicinctus, un serpente altamente velenoso commerciato nel mercato umido di Wuhan. Poiché la maggior parte del primo gruppo di soggetti infetti lavorava in quel mercato, si ipotizzava che vi fosse giunta una versione primordiale del virus, che da lì si sarebbe propagato nella provincia e nelle aree limitrofe. Il 22 gennaio 2020 il Journal of Medical Virology pubblicava un rapporto con analisi genomica che affermava che i serpenti nell'area di Wuhan sarebbero stati "il più probabile serbatoio tra gli animali selvatici" per il virus. Uno studio filogenetico basato su genomi pubblicati, suggeriva che la trasmissione potesse essere avvenuta per il tramite di un singolo animale infetto. Tale ipotesi è poi stata abbandonata ed è rimasta ignota la specie che potrebbe aver trasmesso il patogeno all'essere umano.
Una diversa ipotesi rispetto a quella del virus naturale si poggia sul fatto che tre ricercatori dell'istituto di virologia di Wuhan - non distante dal mercato - si erano ammalati già nel novembre 2019 e avevano cercato assistenza sanitaria. Secondo Daniel Lucey, della Georgetown University, le prime infezioni sarebbero occorse nel novembre 2019 o prima, fuori dal mercato del pesce, essendoci uno studio pubblicato che mostra come tredici dei primi quarantuno pazienti riconosciuti non avevano alcunché a che fare con tale luogo.

### Le ipotesi sull'origine
Secondo la virologa Rasmussen: «Nessuno ha escluso l’origine del laboratorio" ma la maggioranza degli studi pubblicati considera più probabile l'origine zoonotica. Dopo mesi di negoziati tra l’OMS e il governo cinese, che inizialmente aveva rifiutato la possibilità di un’inchiesta indipendente sull'origine del virus, un team di scienziati dell’OMS ha avviato un'indagine che dopo aver analizzato le varie ipotesi sull'origine del virus definisce "estremamente improbabile" l'origine in un laboratorio. L'inchiesta dell'OMS in seguito sarebbe stata considerata non sufficientemente trasparente da alcuni governi mondiali (principalmente occidentali) perché aveva seguito le linee guida del governo cinese, portando quindi a pensare a una manipolazione dei dati. Il 27 maggio 2021 il presidente degli Stati Uniti Joe Biden richiedeva nuove indagini riguardo all'origine del virus, dichiarando che quelle condotte fino a quel momento non avevano portato a una conclusione definitiva. Nello stesso mese anche Anthony Fauci, virologo e consulente per la pandemia del presidente degli Stati Uniti, dichiarava di non poter escludere con certezza l'ipotesi del virus generato artificialmente. Nell'agosto 2021 il governo cinese ha respinto la richiesta dell'OMS di effettuare ulteriori indagini sull'origine del virus.

#### Origine naturale
Il 17 marzo 2020 uno studio pubblicato su Nature affermava che la struttura genetica del virus era incompatibile con qualsiasi alterazione artificiale al momento conosciuta e che la sua origine era molto probabilmente animale. Questa era all'epoca la tesi condivisa dalla maggioranza degli scienziati.
L'analisi filogenetica delle sequenze genomiche a lunghezza intera ottenute da pazienti infetti ha mostrato che SARS-CoV-2 è simile al coronavirus con sindrome respiratoria acuta grave (SARS-CoV) e utilizza lo stesso recettore di ingresso cellulare, l'enzima di conversione dell'angiotensina 2 (ACE2).
Secondo i sostenitori di questa tesi, le speculazioni sull'origine artificiale di SARS-CoV-2 sono infondate. Diverse entità si sono adoperate per diversi mesi a censurare contenuti che sostenessero una tesi differente da quella dell'origine naturale del virus. Molti scienziati si sarebbero tirati indietro da tali indagini a causa dalla affermazioni di Donald Trump, considerate come tentativo di politicizzare la questione. Facebook dichiarava solo nel maggio 2021 tramite un suo portavoce che avrebbe smesso di mettere in opera la censura sull'argomento.
Due studi pubblicati nel 2022 sulla rivista Science identificano lo "Huanan seafood market in Wuhan" come primo epicentro di diffusione della CoViD-19, nonché come luogo dove il coronavirus SARS-CoV-2 avrebbe effettuato il passaggio di specie dagli animali all'uomo.

#### Origine artificiale
L'ipotesi dell'origine artificiale parte dalla considerazione che nel corso del tempo in più laboratori sono avvenuti incidenti con conseguenti infezioni a medici. Essa si poggia sulla possibile fuoriuscita da un laboratorio, avvenuta in modo accidentale durante la ricerca di un vaccino.  Il sospetto che SARS-CoV-2 possa avere un'origine di laboratorio nasce dalla coincidenza che sia stato rilevato per la prima volta in una città che ospita un importante laboratorio virologico che studia i coronavirus. Il 14 settembre 2020 su Rai 3, in un'inchiesta presentata nella trasmissione PresaDiretta, si fa riferimento all'ipotesi che il virus SARS-CoV-2 abbia avuto un'origine artificiale e sia accidentalmente uscito da un laboratorio.
Luc Montagnier, premio Nobel per la medicina nel 2008, basandosi sullo studio di alcuni ricercatori dell’Indian Institute of Technology di New Delhi, ha dichiarato in molteplici occasioni di ritenere che il SARS-CoV-2 potrebbe essere un virus fabbricato artificialmente a partire da sezioni del genoma del virus dell'immunodeficienza umana ed essere uscito accidentalmente da un laboratorio di Wuhan. Queste affermazioni sono state contestate da Gaetan Burgio, genetista dell'Australian National University e da altri membri della comunità scientifica, poiché le sequenze di genoma in questione sarebbero molto corte e comuni a diversi altri virus.
La virologa e ricercatrice cinese Li-Meng Yan, contestata da molti scienziati e censurata da Twitter, si associa alla ipotesi dell'origine artificiale, dichiarando in un libello di 27 pagine sul coronavirus che: «L'evidenza mostra che SARS-CoV-2 dovrebbe essere un prodotto di laboratorio creato utilizzando i coronavirus di pipistrello ZC45 e/o ZXC21 come modello e/o spina dorsale». Durante la revisione paritaria del libello, le tesi di Li-Meng Yan sono state definite da più studiosi «infondate», «fuorvianti» e «disoneste».
Secondo uno studio non conclusivo dell’ottobre 2022 di Bruttel, Washburne e VanDongen, della Duke University del Montana, pubblicato senza revisione paritetica, la modalità di distribuzione delle cerniere (restriction site) che mantengono attaccati i vari segmenti al genoma, indicherebbero un'alta probabilità che SARS-CoV-2 possa aver avuto origine come un clone infettivo assemblato in vitro.

### Fattori epidemiologici
Verso la fine di gennaio 2020 il virus si è diffuso a Bangkok (Thailandia), Tokyo (Giappone), Seul (Corea del Sud), Cina, Taiwan, Hong Kong, Macao, in Malaysia, Giappone, Stati Uniti, Vietnam, Singapore, Francia, Germania, Australia, Canada, Nepal, Cambogia, Sri Lanka, Italia, Emirati Arabi Uniti, Regno Unito, Brasile, Russia e Spagna.
Alle 24:00 del 1º febbraio 2020, la Commissione Nazionale di Sanità (istituzione cinese) indicava: 14 411 casi confermati di cui 2 011 considerati gravi, 304 decessi, 328 pazienti guariti e dimessi, 19 544 casi sospetti. 118 478 persone sono sotto osservazione medica.

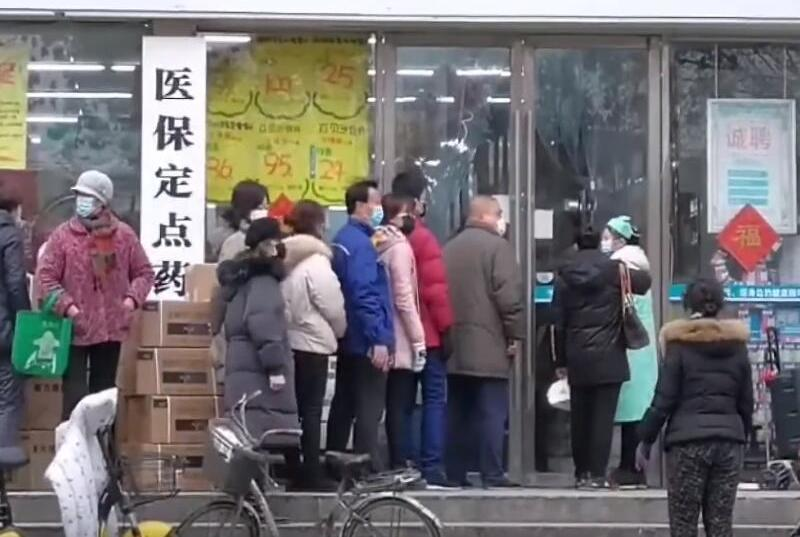
Cittadini di Wuhan in coda per acquistare mascherine durante la pandemia di COVID-19

Sebbene non fossero ancora del tutto chiare le modalità di trasmissione del virus, era stato confermato che è in grado di passare da persona a persona. Un funzionario della sanità pubblica nello Stato di Washington negli Stati Uniti d'America ha osservato che i coronavirus vengono trasmessi principalmente "attraverso uno stretto contatto con un altro individuo, in particolare tossendo e starnutendo su qualcun altro che si trova entro un raggio di circa 1-2 metri da quella persona". Si ritenne, infatti, che nella maggior parte dei casi la diffusione tra persone avvenisse attraverso le goccioline respiratorie emesse da un individuo infetto mediante tosse o starnuti che, successivamente, vengono inalate da un soggetto sano che si trovasse nelle vicinanze. Non era chiaro se fosse possibile infettarsi dal virus anche dopo aver toccato superfici o oggetti ove sia presente portando poi le mani verso la propria bocca o verso il naso o gli occhi.
Sebbene i virus respiratori siano trasmissibili solitamente quando il soggetto malato presenta anche i sintomi, sembrerebbe che il SARS-CoV-2 possa diffondersi anche in occasione di un contatto ravvicinato con un paziente asintomatico. Si stima che il numero di riproduzione di base della trasmissione del virus da persona a persona sia tra il 1,4 e il 3,8. Tale valore indica il numero di altre persone a cui un paziente appena infetto possa trasmettere la malattia. Secondo quanto riferito, il nuovo coronavirus è stato finora in grado di trasmettersi in catena fino a un massimo di quattro persone.
Il 22 gennaio 2020, alcuni scienziati avevano pubblicato un articolo che, dopo aver esaminato "umani, pipistrelli, galline, ricci, pangolini e due specie di serpenti", concludeva che il SARS-CoV-2 "sembra essere un virus ricombinante fra il coronavirus del pipistrello e un coronavirus di origine sconosciuta" e "tra gli animali selvatici il serpente è il serbatoio più probabile per il SARS-CoV-2 da cui poi viene trasmesso agli umani". Ulteriori studi hanno inoltre suggerito che il SARS-CoV-2 sia originato a seguito della "combinazione di virus da pipistrelli e serpenti". Tuttavia, parte della comunità scientifica ha contestato tali conclusioni sostenendo che il pipistrello doveva essere il serbatoio naturale, mentre l'ospite intermedio, un uccello o un mammifero e non gli stessi serpenti.
Il 25 gennaio 2020 non era ancora stato confermato quale potesse essere il serbatoio naturale del SARS-CoV-2 nella fauna selvatica e l'ospite intermedio che lo ha trasmesso agli esseri umani. È stato invece confermato che il virus riesce a entrare nella cellula umana attraverso il recettore ACE2, come il virus SARS-CoV.
Il 20 gennaio 2020 la trasmissione da persona a persona è stata confermata a Guangdong, in Cina, da Zhong Nanshan, capo del gruppo della commissione sanitaria che indagava sulla pandemia, rivelando che avviene attraverso le mucose di occhi, naso, bocca o contatto.
In Italia, incrociando i dati epidemiologici e molecolari, secondo uno studio italiano, la diffusione potrebbe essere partita intorno al 25 gennaio: infatti, studiando la banca dati GISAID, si scopre che i tre genomi del virus prelevati dai malati di Codogno erano strettamente correlati a quello isolato primariamente da un paziente ammalatosi di COVID-19 in Baviera, tra il 24 e il 27 gennaio 2020.

## Patologie

Sintomi della malattia COVID-19 dovuta all'infezione da SARS-CoV-2

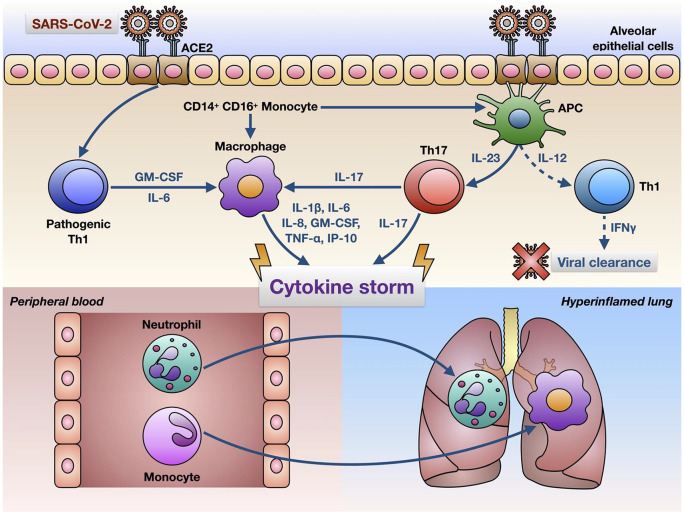
Meccanismo ipotetico prodotto dalla tempesta citochinica nei polmoni infetti da SARS-CoV-2

L'infezione da SARS-CoV-2 nell'uomo comporta una malattia chiamata COVID-19. I pazienti contagiati dal virus accusano solitamente sintomi simili all'influenza, come febbre (in oltre il 90% dei casi), tosse secca (oltre l'80% dei casi), stanchezza, respiro corto (circa 20% dei casi) e difficoltà di respiro (circa 15% dei casi) che sono stati descritti come "simil-influenzali". Dall'analisi dei dati su 155 pazienti italiani deceduti al 6 marzo 2020, condotta dall'Istituto Superiore di Sanità (ISS), sono meno comuni i sintomi gastrointestinali e no, come la diarrea, la congiuntivite e le eruzioni cutanee (da cui ha correlazione con la malattia di Kawasaki), o anche l'emottisi, cioè l'emissione di sangue dalle vie respiratorie, ad esempio con un colpo di tosse. Invece, uno studio cinese evidenzia principalmente in 99 casi su 204 pazienti, cioè circa il 48,5%, la presenza di diarrea o altri sintomi gastrointestinali (vomito, dolori addominali). Sintomi che si hanno in una fase avanzata dell'infezione, sono la parziale (disosmia), o totale (anosmia) perdita olfattiva, o del gusto (disgeusia) che, al momento, non è chiaro se siano transitorie e possano terminare con la guarigione, o siano permanenti.
Il 26 gennaio, Ma Xiaowei (Commissione Nazionale di Sanità) ha dichiarato che "il nuovo coronavirus è contagioso anche nel suo periodo di incubazione, che dura fino a 14 giorni".
I casi di infezione grave possono causare polmonite, insufficienza renale acuta, fino ad arrivare al decesso. I pazienti presentano anche leucopenia (carenza di globuli bianchi) e linfocitopenia (carenza di linfociti).
Similmente all'influenza e al SARS-CoV, il SARS-CoV-2 infetta e distrugge gli alveoli. Al collasso della barriera cellulare separante gli alveoli dai vasi sanguigni, il liquido dai vasi penetra gli alveoli bloccando il trasporto dell'ossigeno al sangue. Una reazione eccessiva del sistema immunitario può peggiorare il danno ai tessuti, che se irreversibile può risultare letale. Ma analogamente al SARS-CoV e MERS-CoV il danno non si ferma ai polmoni. Un'infezione da SARS-CoV-2 può scatenare una risposta immunitaria eccessiva e può causare una tempesta di citochine che può condurre a un'insufficienza multipla d’organo e alla morte.
In una dichiarazione rilasciata il 23 gennaio 2020, il direttore generale dell'Organizzazione mondiale della sanità, Tedros Adhanom Ghebreyesus, ha dichiarato che un quarto degli infetti presentava ulteriori malattie gravi e che molti di quelli deceduti accusavano ulteriori patologie come ipertensione, diabete o malattie cardiovascolari che alteravano il sistema immunitario. Uno studio dimostra che la circonferenza del collo è un fattore di rischio per la necessità di ventilazione invasiva meccanica ed esito peggiore della malattia.
Uno studio condotto sui primi quarantuno pazienti ricoverati negli ospedali di Wuhan con casi confermati ha riferito che la maggioranza dei pazienti era in buona salute prima di contrarre l'infezione e che oltre un quarto dei soggetti precedentemente sani necessitava di terapia intensiva. Tra la maggior parte di coloro che hanno necessitato di un ricovero in ospedale, i parametri vitali erano stabili al momento del ricovero e presentavano un basso numero di globuli bianchi e bassi linfociti.
Sebbene si supponga che le prime infezioni siano avvenute già qualche mese prima, i primi cinquantanove casi sospetti sono stati registrati tra la fine di dicembre 2019 e l'inizio di gennaio dell'anno successivo e tra questi l'infezione è stata confermata in quarantuno pazienti. Trenta (73%) di questi erano uomini e l'età media era di quarantanove anni; quasi un terzo (32%) presentava una patologia di base pregressa, tra cui otto con diabete, sei con ipertensione e sei con malattie cardiache. Due terzi di questo primo gruppo erano stati esposti al mercato all'ingrosso dei frutti di mare di Huanan. I sintomi riportati tra loro sono stati: quaranta (98%) con febbre, trentuno (76%) con tosse e diciotto (44%) con dolori muscolari e stanchezza. Sintomi meno frequenti includevano tosse con espettorato o emottisi, mal di testa e diarrea. Circa la metà del gruppo presentava carenza di respiro e per tredici è stato necessario il ricovero in terapia intensiva. L'esame tramite tomografia computerizzata effettuato su tutte le quarantuno persone contagiate ha rivelato la presenza di polmonite. Le complicanze includevano dodici pazienti con sindrome da distress respiratorio acuto, cinque con danno cardiaco acuto e quattro con infezione secondaria. In un recente studio è stata evidenziata una elevata percentuale di cheratocongiuntivite in pazienti ricoverati in terapia sub-intensiva per complicazioni polmonari; in particolare, è stato isolato il virus sulla superficie oculare nella maggior parte dei pazienti che effettuavano ossigenoterapia mediante maschera facciale o CPAP casco a differenza di quelli che avevano utilizzato soltanto cannula nasale. I dati suggeriscono una trasmissione del virus alla superficie oculare dall'aria espirata dallo stesso paziente attraverso tali dispositivi facciali

## Profilassi e vaccini

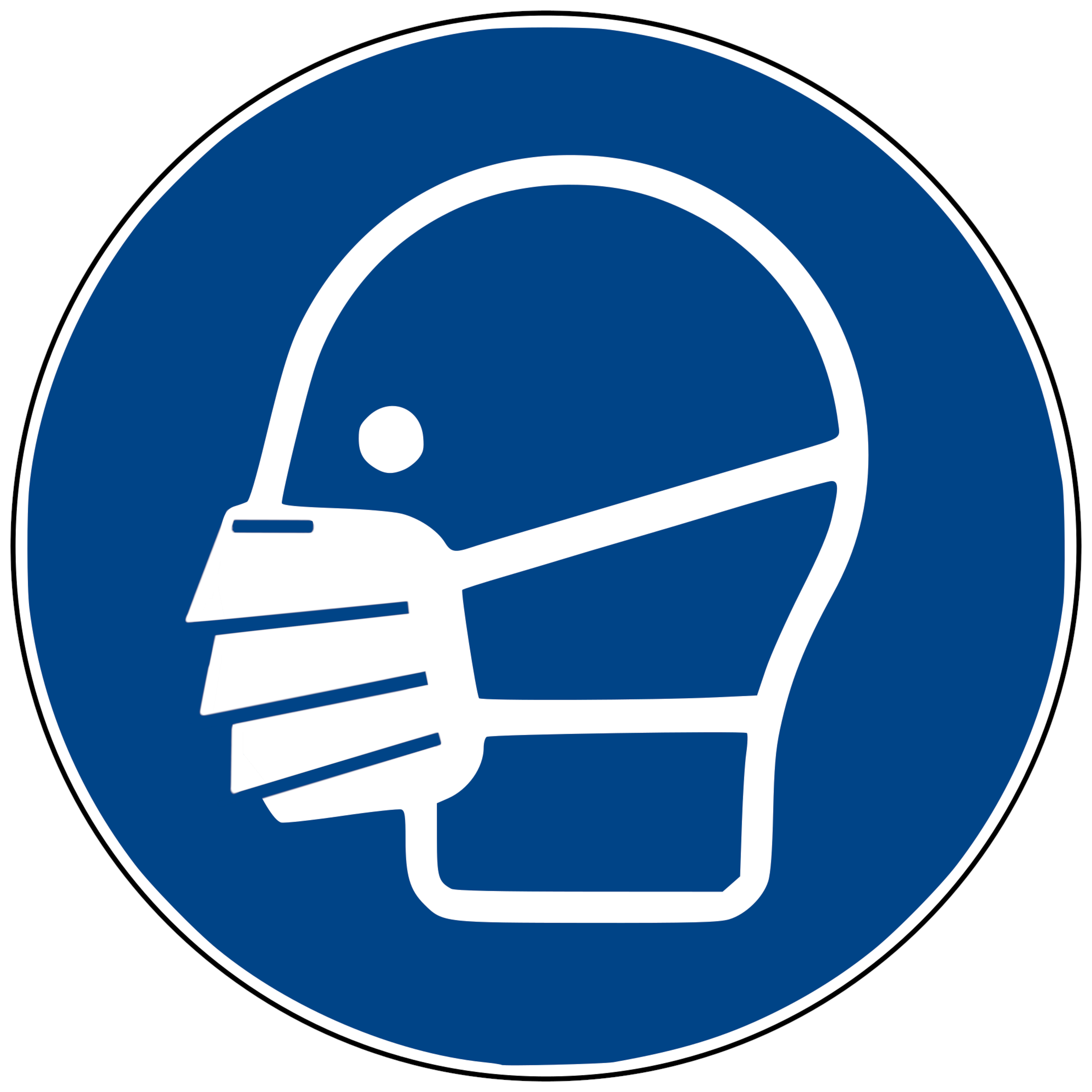
Come indossare la maschera chirurgica bianca: 1) ferretto del nasello in alto, 2) pieghe rivolte in basso, 3) mento coperto

Nel gennaio 2020, diverse organizzazioni e istituzioni hanno iniziato a lavorare sulla creazione di vaccini per il SARS-CoV-2 basato sul genoma pubblicato. Il 30 gennaio il programma quadro Orizzonte 2020 dell'UE ha pubblicato un invito a manifestare interesse.
Altrove, tre progetti sui vaccini sono supportati dalla Coalizione per le innovazioni nella preparazione alle epidemie (CEPI), compresi i progetti delle società biotecnologiche Moderna e Inovio Pharmaceuticals e un altro dall'Università del Queensland. Il National Institutes of Health (NIH) degli Stati Uniti sta collaborando con Moderna per creare un vaccino RNA corrispondente a una protuberanza della superficie del coronavirus e spera di iniziare la produzione entro maggio 2020. In Australia, l'Università del Queensland sta studiando il potenziale di un vaccino a pinza molecolare che modificherebbe geneticamente le proteine virali per farle imitare il coronavirus e stimolare una reazione immunitaria. Inovio Pharmaceuticals, che sviluppa vaccinazioni del DNA che non sono ancora state approvate per uso umano, ha un vaccino candidato pronto per i test preclinici e sta collaborando con un'azienda cinese al fine di accelerarne l'accettazione da parte delle autorità di regolamentazione in Cina.
In un progetto indipendente, la Public Health Agency del Canada ha concesso l'autorizzazione al Centro internazionale per i vaccini (VIDO-InterVac) dell'Università del Saskatchewan di iniziare a lavorare su un vaccino. VIDO-InterVac mira ad avviare la produzione e la sperimentazione animale nel marzo 2020 e la sperimentazione umana nel 2021.

## Altre specie animali contagiate
Oltre agli esseri umani, sono state contagiate altre specie di mammiferi domestici e non, il primo un cagnolino volpino il 26 febbraio 2020 a Hong Kong; un pastore tedesco sempre ad Hong Kong; a Wuhan nel gennaio 2020 quindici gatti, poi esemplari positivi in Belgio, Francia, Russia, Stati Uniti, Italia, Germania; cinque tigri e tre leoni nello zoo del Bronx a New York; in diversi altri zoo un puma, tre leopardi delle nevi, un gorilla, due ippopotami ; nei Paesi Bassi nella primavera 2020 l'epidemia si è diffusa massicciamente negli allevamenti di visoni che hanno portato alla chiusura delle aziende e soppressione degli animali; l'epidemia dei visoni è giunta anche in Danimarca e Spagna; nel 2021 nello Iowa l'epidemia si diffonde tra i cervi dalla coda bianca.